# Ama Abebrese
Nana Ama Konadu Abebrese (sinh ngày 3 tháng 5 năm 1980) là một nữ diễn viên, người dẫn chương trình truyền hình và là nhà sản xuất người Anh - Ghana. Cô sinh ra ở Ghana và lớn lên ở Tây London tại Vương quốc Anh. Cô đã giành giải Nữ diễn viên xuất sắc nhất năm 2011 trong vai trò hàng đầu tại Giải thưởng AMAA nhờ vai diễn xuất sắc trong phim Sinking Sands. Các khoản tín dụng phim của cô bao gồm bộ phim Netflix 2015 Beasts of No Nation của đạo diễn Cary Fukunaga và ngôi sao Idris Elba. Cô đóng vai người mẹ để dẫn dắt nam diễn viên trẻ Abraham Attah, người đóng vai Agu. Abebrese được liệt kê trong số 20 diễn viên và nữ diễn viên hàng đầu châu Phi của FilmLink.com. Cô là người kể chuyện và là nhà sản xuất cho bộ phim Blitz Bazawule The Burial of Kojo được Array mua lại và được phát hành trên Netflix. Cô được vinh danh trong số 100 'Người ảnh hưởng phụ nữ châu Phi' có ảnh hưởng nhất của thời đại 2014/15. Cô được xếp hạng Người dẫn chương trình phát thanh và truyền hình có ảnh hưởng nhất năm 2015 trong Danh sách xếp hạng truyền thông xã hội Ghana 
Cô là một người dẫn chương trình truyền hình thành đạt, đã bắt đầu dẫn chương trình truyền hình ở tuổi thiếu niên trên YCTV ở London, cô đã trình bày trên BBC2, OBE TV, Viasat 1, TV3, Ebonylife TV và nhiều hơn nữa.

## Giáo dục
Cô đã tham dự William Morris Sixth Form tại Hammersmith sau khi hoàn thành trường trung học tại Học viện Burlington Danes. Cô có bằng Cử nhân Nghệ thuật về Nghệ thuật Truyền thông và Kịch nghệ tại Đại học St Mary, Twickenham.

## Sự nghiệp
Nana Ama Konadu Abebrese bắt đầu đào tạo tại YCTV (Truyền hình Văn hóa Thanh niên) ở London, một tổ chức được bắt đầu bởi Sabrina Guinness trong chương trình truyền hình Thử thách Anneka. Cô là người dẫn chương trình cho chương trình giới trẻ của BBC2 Pass da Mic và là người dẫn chương trình cho chương trình giáo dục English File. Cô nảy sinh tình yêu với diễn xuất sau khi gia nhập Công ty Mùa hè Nhà hát Lyric (Hammersmith) khi còn trẻ. Abebrese là người dẫn chương trình truyền hình thường xuyên trên OBE TV hiện không còn tồn tại ở London, tổ chức và sản xuất một số chương trình bao gồm One Touch, và chương trình trò chuyện giải trí On The Sofa, nơi khách mời cô đã phỏng vấn từ Akon đến Ziggy Marley. Cô đã phỏng vấn những người như Harrison Ford, Ne-Yo, Rihanna và đạo diễn Star Wars George Lucas trong số những người đáng chú ý khác.
Các khoản tín dụng phim của cô bao gồm bộ phim đoạt nhiều giải thưởng quốc tế, Sinking Sands, đạo diễn năm 2011 BAFTA LA và người chiến thắng giải thưởng Liên hoan phim Pan Phi Leila Djansi. Bộ phim đã nhận được 12 đề cử tại Giải thưởng Điện ảnh Ghana 2010, bao gồm "Nữ diễn viên chính xuất sắc nhất", bộ phim đã giành được bốn giải thưởng, bao gồm "Phim hay nhất". Các khoản tín dụng phim khác là Elmina của bộ phim Revele và London Get Problem. Cô đóng vai chính và đồng sản xuất bộ phim Double-Cross, đã giành được hai giải thưởng cho "Quay phim xuất sắc nhất" và "Tóc đẹp nhất và trang điểm" tại Giải thưởng điện ảnh Ghana 2015.
Cô là cựu Trưởng phòng Sản xuất riêng tại đài truyền hình Viasat 1 ở Ghana. Cô là người dẫn chương trình A Day in the Life TV được phát sóng trên Viasat 1; cô ấy đã tổ chức Ngày mới vào các buổi sáng trong tuần của TV3.
Năm 2013, Ama K cùng với nữ diễn viên Nollywood Dakore và diễn viên hài Ayo Makun đã tổ chức phiên bản 2013 của Giải thưởng AMAA.

## Đóng phim
| Năm  | Tựa đề                              | Vai trò          | Ghi chú |
| ---- | ----------------------------------- | ---------------- | ------- |
| 2018 | Chôn cất Kojo                       | Người dẫn chuyện |         |
| 2018 | Azali                               | Joan             |         |
| 2017 | Lô đề                               | Zara             |         |
| 2016 | Chìm hoặc bơi. Hành trình nguy hiểm | Obim             |         |
| 2015 | Những người bị nguyền rủa           | Chinua           |         |
| 2015 | Đánh chặn                           | Raquel           |         |
| 2015 | Quái thú không quốc gia             | Mẹ               |         |
| 2014 | Lai kép                             | Effie            |         |
| 2013 | Ca ngợi Chúa, cộng với một          | Rebecca Commey   |         |
| 2011 | Mối quan hệ ràng buộc               | Buki             |         |
| 2010 | Cát chìm                            | Pabi             |         |
| 2010 | Elmina                              | Ả Rập            |         |
| 2006 | Vấn đề Luân Đôn                     | Cameo            |         |

## Công việc quảng cáo
Vào năm 2014, Ama K đã được tiết lộ là Đại sứ thương hiệu của Dark and Lovely cho Ghana.

## Nguyên nhân
Ama K là người sáng lập chiến dịch "I Love My Natural Skintone. Nói KHÔNG với tẩy trắng da" mà cô đã phát động năm 2014, nó tìm cách giải quyết các vấn đề về màu sắc và khuyến khích người châu Phi và người da màu nắm lấy tông màu da tự nhiên của họ và chống lại màu da tự nhiên của họ từ thực tế thường có hại của tẩy trắng da. Trọng tâm chủ yếu tập trung vào phái nữ để đánh giá các tông màu da khác biệt và độc đáo của họ, với sự khẳng định rằng vẻ đẹp đến trong tất cả các sắc thái khác nhau 
Ama K là "Biểu tượng an toàn cho trẻ em" cho tổ chức từ thiện SafeChild Ghana, một tổ chức có mục tiêu chính là giữ an toàn cho trẻ em khỏi bị tổn hại.

## Phần thưởng và đề cử
| Năm  | Giải thưởng                                        | thể loại | Công việc | Kết quả |
| ---- | -------------------------------------------------- | --- | --- | ------- |
| 2010 | Giải thưởng Thành tựu có trụ sở tại Vương quốc Anh | data-sort-value="" style="background: var(--background-color-interactive, #ececec); color: var(--color-base, inherit); vertical-align: middle; text-align: center; " class="table-na" \| —\| style="background: #99FF99; color: black; vertical-align: middle; text-align: center; " class="yes table-yes2"\|Đoạt giải | |         |
| 2011 | Liên hoan phim quốc tế Zimbabwe                    | Nữ diễn viên tốt nhất | style="background: #99FF99; color: black; vertical-align: middle; text-align: center; " class="yes table-yes2"\|Đoạt giải |         |
| 2011 | Giải thưởng Học viện Điện ảnh Châu Phi             | Nữ diễn viên xuất sắc nhất trong vai chính | style="background: #99FF99; color: black; vertical-align: middle; text-align: center; " class="yes table-yes2"\|Đoạt giải |         |
| 2011 | Giải thưởng Nigeria                                | data-sort-value="" style="background: var(--background-color-interactive, #ececec); color: var(--color-base, inherit); vertical-align: middle; text-align: center; " class="table-na" \| —\| style="background: #FDD; color: black; vertical-align: middle; text-align: center; " class="no table-no2"\|Đề cử          | |         |
| 2011 | Giải thưởng điện ảnh và phim truyền hình toàn quốc | Nữ diễn viên Tây Phi hay nhất | style="background: #FDD; color: black; vertical-align: middle; text-align: center; " class="no table-no2"\|Đề cử          |         |
| 2011 | Giải thưởng điện ảnh Ghana                         | Khám phá tốt nhất | style="background: #FDD; color: black; vertical-align: middle; text-align: center; " class="no table-no2"\|Đề cử          |         |
| 2012 | Giải thưởng Học viện Điện ảnh Châu Phi             | Nữ diễn viên xuất sắc nhất trong vai chính | style="background: #FDD; color: black; vertical-align: middle; text-align: center; " class="no table-no2"\|Đề cử          |         |
| 2012 | Giải thưởng điện ảnh Golden Academy Academy        | Nữ diễn viên mới xuất sắc nhất | style="background: #FDD; color: black; vertical-align: middle; text-align: center; " class="no table-no2"\|Đề cử          |         |
| 2013 | Giải thưởng điện ảnh và phim truyền hình toàn quốc | data-sort-value="" style="background: var(--background-color-interactive, #ececec); color: var(--color-base, inherit); vertical-align: middle; text-align: center; " class="table-na" \| —\| style="background: #99FF99; color: black; vertical-align: middle; text-align: center; " class="yes table-yes2"\|Đoạt giải | |         |
| 2013 | Phái đoàn Châu Phi AU                              | data-sort-value="" style="background: var(--background-color-interactive, #ececec); color: var(--color-base, inherit); vertical-align: middle; text-align: center; " class="table-na" \| —\| style="background: #99FF99; color: black; vertical-align: middle; text-align: center; " class="yes table-yes2"\|Đoạt giải | |         |
| 2014 | Giải thưởng phụ nữ cao quý                         | data-sort-value="" style="background: var(--background-color-interactive, #ececec); color: var(--color-base, inherit); vertical-align: middle; text-align: center; " class="table-na" \| —\| style="background: #99FF99; color: black; vertical-align: middle; text-align: center; " class="yes table-yes2"\|Đoạt giải | |         |
| 2014 | Giải thưởng Nhân dân Thành phố                     | Nữ tiếp viên truyền hình của năm (Ghana) | style="background: #99FF99; color: black; vertical-align: middle; text-align: center; " class="yes table-yes2"\|Đoạt giải |         |
| 2014 | Giải thưởng điện ảnh Ghana                         | Nữ diễn viên xuất sắc nhất trong vai chính | style="background: #FDD; color: black; vertical-align: middle; text-align: center; " class="no table-no2"\|Đề cử          |         |
| 2015 | Giải thưởng điện ảnh vàng                          | data-sort-value="" style="background: var(--background-color-interactive, #ececec); color: var(--color-base, inherit); vertical-align: middle; text-align: center; " class="table-na" \| —\| style="background: #FDD; color: black; vertical-align: middle; text-align: center; " class="no table-no2"\|Đề cử          | |         |
| 2015 | Giải thưởng điện ảnh Ghana                         | Nữ diễn viên trong một vai phụ | style="background: #FDD; color: black; vertical-align: middle; text-align: center; " class="no table-no2"\|Đề cử          |         |
| 2016 | Giải thưởng điện ảnh vàng                          | Nữ diễn viên phụ vàng | style="background: #99FF99; color: black; vertical-align: middle; text-align: center; " class="yes table-yes2"\|Đoạt giải |         |
| 2016 | Giải thưởng Nigeria                                | Nữ diễn viên không phải người Nigeria | style="background: #FDD; color: black; vertical-align: middle; text-align: center; " class="no table-no2"\|Đề cử          |         |
| 2017 | Liên hoan phim quốc tế Newark                      | Nữ diễn viên tốt nhất | style="background: #99FF99; color: black; vertical-align: middle; text-align: center; " class="yes table-yes2"\|Đoạt giải |         |
| 2018 | Giải thưởng điện ảnh Ghana                         | Nữ diễn viên xuất sắc nhất trong vai phụ | style="background: #FDD; color: black; vertical-align: middle; text-align: center; " class="no table-no2"\|Đề cử          |         |